# Lingadahalli, Koppal
Lingadahalli là một làng thuộc tehsil Koppal, huyện Koppal, bang Karnataka, Ấn Độ.